# Џим Џордан
Џејмс Данијел Џордан (енгл. James Daniel Jordan; Урбана, 17. фебруар 1964) амерички је политичар и члан Представничког дома из 4. округа Охаја. Члан је Републиканске странке, бивши колегијални рвач и тренер рвања на факултету.
Џордан је оснивачки члан десничарског, конзервативног и про-трампистичког Политичког одбора Слободе (енгл. Freedom Caucus) и служио је као председавајући од 2015. до 2017. године, а од 2017. године служи као потпредседник политичког одбора. Џордан је окарактерисан као један од најконзервативнијих чланова Представничког дома, противи се имиграцији и правима за абортус, а такође је и један од најближих савезника актуелног председника Доналда Трампа.